# Кондон, Энн
Энн Кондон — учёный в области информатики, профессор Университета Британской Колумбии, бывшая декан факультета информатики, лучшего подобного отделения в Канаде. Научные интересы Энн Кондон сосредоточены вокруг теории вычислительной сложности, ДНК-компьютеров и биоинформатики. С 2004 по 2009 она входила в Естественнонаучный и инженерный исследовательский совет как ответственная за участие женщин в научных и инженерных исследованиях. Кондон написала более сотни научных работ и имеет индекс Хирша 40.
Кондон получила диплом бакалавра в Университете Корка в 1982, после чего перешла в Вашингтонский университет, где в 1987 защитила диссертацию по теме «Вычислительные модели игр». Диссертация заслужила почётное упоминание при награждении выдающихся диссертаций Ассоциацией вычислительной техники. После защиты и до 1999 года она проработала в Университете Висконсина-Мэдисона, после чего перешла в УБК. Университеты Корка и Вашингтона спустя много лет отметили Кондон наградами для выдающихся выпускников.
В 2010 Энн Кондон была избрана членом Ассоциации вычислительной техники. В том же году она стала лауреатом Премии имени Нико Хаберманна Ассоциацией вычислительных исследований. В 2012 она стала членом Канадского королевского общества.